# St. Magdalene
St. Magdalene / Linlithgow war eine Whiskybrennerei in Linlithgow, West Lothian, Schottland. Die ehemaligen Brennereigebäude sind in den schottischen Denkmallisten in die Kategorie C einsortiert.

## Geschichte
Die Brennerei wurde 1765 von Sebastian Henderson unter dem Namen Linlithgow gegründet und 1797 von Adam Dawson, der schon 1795 die Bonnytown-Destillerie in Linlithgow eröffnet hatte, übernommen. 1810 wurden die beiden Brennereien zusammengelegt. 1912 erwarb die Distillers Company Limited (DCL) die Destillerie. Sie war 1914 neben Rosebank, Clydesdale, Glenkinchie und The Grange eine der fünf Gründungsdestillerien der Scottish Malt Distillers (SMD). Während des Zweiten Weltkriegs wurde nicht produziert. 1983 wurde sie stillgelegt. Teile der Brennerei sind abgerissen, in anderen befinden sich heute Apartments.

## Produktion
Das Wasser der zur Region Lowlands gehörenden Brennerei stammte aus dem Loch Lomond. Das verwendete Malz war sehr stark getorft und stammte seit der Schließung der eigenen Mälzerei 1968 von Glenesk. Sie verfügte über je zwei Wash- und Spiritstills, dementsprechend wurde zweifach destilliert.